# Championnat du monde junior de hockey sur glace 2017
Navigation
Finlande 2016 États-Unis 2018
Le Championnat du monde junior de hockey sur glace 2017 est la 41e édition de cette compétition de hockey sur glace junior organisée par la Fédération internationale de hockey sur glace (IIHF).
Le tournoi de la Division Élite, regroupant les meilleures nations, a lieu  du 26 décembre 2016 au 5 janvier 2017 à Montréal et Toronto au Canada. Les cinq divisions inférieures sont disputées indépendamment du groupe Élite.

## Format de la compétition
Le Championnat du monde junior de hockey sur glace est un ensemble de plusieurs tournois regroupant les nations en fonction de leur niveau. Les meilleures équipes disputent le titre dans la Division Élite.
Les 10 équipes de la Division Élite sont scindées en deux poules de 5 où elles disputent un tour préliminaire. Les 4 meilleures sont qualifiées pour les quarts de finale. Les derniers de chaque poule s'affrontent dans un tour de relégation, au meilleur des 3 matches. Le perdant est relégué en Division I A.
Pour les autres divisions qui comptent 6 équipes (sauf la Division III qui en compte 8), les équipes s’affrontent entre elles et, à l'issue de cette compétition, le premier est promu dans la division supérieure et le dernier est relégué dans la division inférieure.
Lors des phases de poule, les points sont attribués ainsi :
- victoire : 3 points ;
- victoire en prolongation ou aux tirs de fusillade : 2 points ;
- défaite en prolongation ou aux tirs de fusillade : 1 point ;
- défaite : 0 point.

## Joueurs pouvant prendre part à la compétition
Un joueur est éligible pour participer à la compétition si :
- il est de sexe masculin ;
- il est né au plus tôt en 1997, et au plus tard, en 2002 ;
- il est un citoyen du pays qu'il représente ;
- il dépend d'une association nationale qui est membre de l'IIHF.

## Division Élite

### Lieu de la compétition
| CANADA ÉTATS-UNIS Toronto Montréal |

| Centre Bell       | Centre Air Canada |
|                   |                   |
| Capacité : 21 287 | Capacité : 19 746 |

### Tour préliminaire

#### Groupe A
| 26 décembre 2016 | Suède | 6-1 (2-0, 4-0, 0-1) | Danemark | Centre Bell 4 518 spectateurs |

| Feuille de match | Feuille de match | Feuille de match            | Feuille de match                                | Feuille de match                                                                          |
| ---------------- | --- | --------------------------- | ----------------------------------------------- | ----------------------------------------------------------------------------------------- |
|                  | Nylander — 10 min 11 s Eriksson Ek (Dahlin, Kylington) — 18 min 24 s Dahlen (Grundström, L. Carlsson) — 24 min 30 s Grundström — 26 min 26 s (IN) Dahlin (G. Carlsson) — 33 min 12 s Nylander (Bernhardt, Eriksson Ek) — 38 min 22 s - | 1-0 2-0 3-0 4-0 5-0 6-0 6-1 | - Krag Christensen (J. Røndbjerg) — 57 min 53 s | Arbitrage : Marian Rohatsch Anssi Salonen Juges de lignes : Nicolas Fluri Sakari Suominen |
| Sandström        | Gardiens | Petersen                    |                                                 | Arbitrage : Marian Rohatsch Anssi Salonen Juges de lignes : Nicolas Fluri Sakari Suominen |
| 6 min            | Pénalités | 2 min                       |                                                 | Arbitrage : Marian Rohatsch Anssi Salonen Juges de lignes : Nicolas Fluri Sakari Suominen |
| 33               | Tirs | 22                          |                                                 | Arbitrage : Marian Rohatsch Anssi Salonen Juges de lignes : Nicolas Fluri Sakari Suominen |

| 26 décembre 2016 | Finlande | 1-2 (1-1, 0-0, 0-1) | République tchèque | Centre Bell 4 703 spectateurs |

| Feuille de match | Feuille de match       | Feuille de match | Feuille de match                                                      | Feuille de match                                                                        |
| ---------------- | ---------------------- | ---------------- | --------------------------------------------------------------------- | --------------------------------------------------------------------------------------- |
|                  | - Luoto — 8 min 46 s - | 0-1 1-1 1-2      | Krenželok (Nečas) — 4 min 27 s - Špaček (Musil, Zbořil) — 58 min 42 s | Arbitrage : Tobias Bjork Daniel Stricker Juges de lignes : Yakov Paley Nathan Vanoosten |
| Vehviläinen      | Gardiens               | Škarek           |                                                                       | Arbitrage : Tobias Bjork Daniel Stricker Juges de lignes : Yakov Paley Nathan Vanoosten |
| 4 min            | Pénalités              | 2 min            |                                                                       | Arbitrage : Tobias Bjork Daniel Stricker Juges de lignes : Yakov Paley Nathan Vanoosten |
| 23               | Tirs                   | 30               |                                                                       | Arbitrage : Tobias Bjork Daniel Stricker Juges de lignes : Yakov Paley Nathan Vanoosten |

| 27 décembre 2016 | Suisse | 4-3 (pr) (0-0, 2-0, 1-3, 1-0) | République tchèque | Centre Bell 4 683 spectateurs |

| Feuille de match | Feuille de match | Feuille de match            | Feuille de match | Feuille de match                                                                          |
| ---------------- | --- | --------------------------- | --- | ----------------------------------------------------------------------------------------- |
|                  | In-Albon (Hischier, Diem) — 29 min 19 s Thürkauf (Riat, Hischier) — 36 min 3 s (SN) - Riat (Siegenthaler, Thürkauf) — 48 min 34 s (SN) - Hischier (Riat) — 60 min 23 s | 1-0 2-0 2-1 3-1 3-2 3-3 4-3 | - Koblížek (Zbořil) — 45 min 2 s - Chlapík (Hronek, Špaček) — 50 min 41 s (SN) Chlapík (Špaček, Zbořil) — 59 min 44 s (JS) - | Arbitrage : Mark Lemelin Anssi Salonen Juges de lignes : Lukas Kohlmuller Sakari Suominen |
| van Pottelberghe | Gardiens | Škarek                      | | Arbitrage : Mark Lemelin Anssi Salonen Juges de lignes : Lukas Kohlmuller Sakari Suominen |
| 14 min           | Pénalités | 8 min                       | | Arbitrage : Mark Lemelin Anssi Salonen Juges de lignes : Lukas Kohlmuller Sakari Suominen |
| 39               | Tirs | 22                          | | Arbitrage : Mark Lemelin Anssi Salonen Juges de lignes : Lukas Kohlmuller Sakari Suominen |

| 27 décembre 2016 | Danemark | 3-2 (2-0, 1-0, 0-2) | Finlande | Centre Bell 4 733 spectateurs |

| Feuille de match | Feuille de match | Feuille de match    | Feuille de match                                                              | Feuille de match                                                                    |
| ---------------- | --- | ------------------- | ----------------------------------------------------------------------------- | ----------------------------------------------------------------------------------- |
|                  | Boysen (Weichel, True) — 5 min 20 s (SN) Madsen (Jensen, Høeg) — 17 min 40 s Blichfeld (J. Røndbjerg, Koch) — 35 min 53 s - | 1-0 2-0 3-0 3-1 3-2 | - Vaakanainen (Mattila, Väyrynen) — 44 min 17 s Luoto (Mattila) — 55 min 30 s | Arbitrage : Tobias Bjork Robin Sir Juges de lignes : Nicolas Fluri Nathan Vanoosten |
| Krog             | Gardiens | Vehviläinen         |                                                                               | Arbitrage : Tobias Bjork Robin Sir Juges de lignes : Nicolas Fluri Nathan Vanoosten |
| 12 min           | Pénalités | 10 min              |                                                                               | Arbitrage : Tobias Bjork Robin Sir Juges de lignes : Nicolas Fluri Nathan Vanoosten |
| 10               | Tirs | 36                  |                                                                               | Arbitrage : Tobias Bjork Robin Sir Juges de lignes : Nicolas Fluri Nathan Vanoosten |

| 28 décembre 2016 | Suisse | 2-4 (1-2, 1-0, 0-2) | Suède | Centre Bell 5 630 spectateurs |

| Feuille de match | Feuille de match                                                                                     | Feuille de match        | Feuille de match | Feuille de match                                                                     |
| ---------------- | --- | ----------------------- | --- | ------------------------------------------------------------------------------------ |
|                  | - Siegenthaler (Riat, In-Albon) — 5 min 8 s - Thürkauf (Hischier, Siegenthaler) — 26 min 17 s (SN) - | 0-1 1-1 1-2 2-2 2-3 2-4 | Eriksson Ek (Nylander, Bernhardt) — 4 min 13 s - Andersson (Grundström) — 6 min 38 s - Eriksson Ek (Grundström, Nylander) — 54 min 52 s L. Carlsson (Asplund) — 57 min 11 s | Arbitrage : Marian Rohatsch Robin Sir Juges de lignes : Lukas Kohlmuller Yakov Paley |
| van Pottelberghe | Gardiens                                                                                             | Sandström               | | Arbitrage : Marian Rohatsch Robin Sir Juges de lignes : Lukas Kohlmuller Yakov Paley |
| 10 min           | Pénalités                                                                                            | 14 min                  | | Arbitrage : Marian Rohatsch Robin Sir Juges de lignes : Lukas Kohlmuller Yakov Paley |
| 15               | Tirs                                                                                                 | 46                      | | Arbitrage : Marian Rohatsch Robin Sir Juges de lignes : Lukas Kohlmuller Yakov Paley |

| 29 décembre 2016 | Danemark | 3-2 (pr) (0-1, 1-1, 1-0, 1-0) | République tchèque | Centre Bell 4 536 spectateurs |

| Feuille de match | Feuille de match | Feuille de match    | Feuille de match                                            | Feuille de match                                                                |
| ---------------- | --- | ------------------- | ----------------------------------------------------------- | ------------------------------------------------------------------------------- |
|                  | - Blichfeld (Boysen, Larsen) — 28 min 41 s (SN) - Krag Christensen (Blichfeld) — 53 min 36 s From (Krag Kristensen) — 60 min 47 s | 0-1 1-1 1-2 2-2 3-2 | Nečas (Musil) — 7 min 56 s - Hronek (Suchý) — 30 min 29 s - | Arbitrage : Marcus Linde Brett Sheva Juges de lignes : Jimmy Dahmen Yakov Paley |
| Petersen         | Gardiens | Vladař              |                                                             | Arbitrage : Marcus Linde Brett Sheva Juges de lignes : Jimmy Dahmen Yakov Paley |
| 8 min            | Pénalités | 8 min               |                                                             | Arbitrage : Marcus Linde Brett Sheva Juges de lignes : Jimmy Dahmen Yakov Paley |
| 22               | Tirs | 34                  |                                                             | Arbitrage : Marcus Linde Brett Sheva Juges de lignes : Jimmy Dahmen Yakov Paley |

| 29 décembre 2016 | Finlande | 1-3 (1-0, 0-1, 0-2) | Suède | Centre Bell 9 062 spectateurs |

| Feuille de match | Feuille de match                                 | Feuille de match | Feuille de match                                                                                             | Feuille de match                                                              |
| ---------------- | ------------------------------------------------ | ---------------- | --- | ----------------------------------------------------------------------------- |
|                  | Räsänen (Tolvanen, Juolevi) — 16 min 35 s (SN) - | 1-0 1-1 1-2 1-3  | - Andersson (Nylander) — 32 min 16 s Nylander (Grundström, Eriksson Ek) — 41 min 24 s Nylander — 59 min (CV) | Arbitrage : Jan Hribik Jozef Kubus Juges de lignes : Jake Davis Henrik Haurum |
| Vehviläinen      | Gardiens                                         | Sandström        | | Arbitrage : Jan Hribik Jozef Kubus Juges de lignes : Jake Davis Henrik Haurum |
| 0 min            | Pénalités                                        | 8 min            | | Arbitrage : Jan Hribik Jozef Kubus Juges de lignes : Jake Davis Henrik Haurum |
| 29               | Tirs                                             | 20               | | Arbitrage : Jan Hribik Jozef Kubus Juges de lignes : Jake Davis Henrik Haurum |

| 30 décembre 2016 | Suisse | 5-4 (TB) (1-3, 2-1, 1-0, 0-0, 1-0) | Danemark | Centre Bell 6 006 spectateurs |

| Feuille de match | Feuille de match | Feuille de match                    | Feuille de match | Feuille de match                                                                   |
| ---------------- | --- | ----------------------------------- | --- | ---------------------------------------------------------------------------------- |
|                  | - Hischier (Riat, Siegenthaler) — 17 min 56 s - Zehnder (Weber, Gross) — 26 min 29 s Eggenberger (Prassl, Miranda) — 32 min 26 s Zehnder (In-Albon, Siegenthaler) — 43 min 35 s Miranda — 65 min (TB) | 0-1 0-2 0-3 1-3 1-4 2-4 3-4 4-4 5-4 | True (Gatz Nielsen) — 20 s Blichfeld (Krag Christensen, Gatz Nielsen) — 3 min 45 s Andersen (From, Weichel) — 13 min 40 s (SN) - From (True, Røndbjerg) — 20 min 28 s - | Arbitrage : Darcy Burchell Jozef Kubus Juges de lignes : Jake Davis Libor Suchanek |
| van Pottelberghe | Gardiens | Krog                                | | Arbitrage : Darcy Burchell Jozef Kubus Juges de lignes : Jake Davis Libor Suchanek |
| 6 min            | Pénalités | 20 min                              | | Arbitrage : Darcy Burchell Jozef Kubus Juges de lignes : Jake Davis Libor Suchanek |
| 53               | Tirs | 22                                  | | Arbitrage : Darcy Burchell Jozef Kubus Juges de lignes : Jake Davis Libor Suchanek |

| 31 décembre 2016 | Suède | 5-2 (3-0, 1-0, 1-2) | République tchèque | Centre Bell 6 259 spectateurs |

| Feuille de match | Feuille de match | Feuille de match            | Feuille de match                                                         | Feuille de match                                                                      |
| ---------------- | --- | --------------------------- | ------------------------------------------------------------------------ | ------------------------------------------------------------------------------------- |
|                  | Asplund (Ahl, Pettersson) — 37 s Dahlén (Asplund, Nylander) — 8 min 56 s (SN) Lööke (Karlström, Bernhardt) — 16 min 46 s Dahlén (Karlström) — 37 min 9 s Dahlén (Nylander, Kylington) — 43 min 34 s (SN) - | 1-0 2-0 3-0 4-0 5-0 5-1 5-2 | - Kaše (Kurovský) — 53 min 9 s Hronek (Kaše, Chlapík) — 57 min 28 s (SN) | Arbitrage : Brett Sheva Maxim Sidorenko Juges de lignes : Dmitry Golyak Henrik Haurum |
| Gustavsson       | Gardiens | Vladař                      |                                                                          | Arbitrage : Brett Sheva Maxim Sidorenko Juges de lignes : Dmitry Golyak Henrik Haurum |
| 14 min           | Pénalités | 10 min                      |                                                                          | Arbitrage : Brett Sheva Maxim Sidorenko Juges de lignes : Dmitry Golyak Henrik Haurum |
| 37               | Tirs | 38                          |                                                                          | Arbitrage : Brett Sheva Maxim Sidorenko Juges de lignes : Dmitry Golyak Henrik Haurum |

| 31 décembre 2016 | Finlande | 2-0 (0-0, 2-0, 0-0) | Suisse | Centre Bell 4 013 spectateurs |

| Feuille de match | Feuille de match                                                                               | Feuille de match | Feuille de match | Feuille de match                                                                      |
| ---------------- | ---------------------------------------------------------------------------------------------- | ---------------- | ---------------- | ------------------------------------------------------------------------------------- |
|                  | Räsänen (Vesalainen, Tolvanen) — 24 min 35 s Tolvanen (Saarijärvi, Räsänen) — 33 min 53 s (SN) | 1-0 2-0          | -                | Arbitrage : Darcy Burchell Marcus Linde Juges de lignes : Jimmy Dahmen Libor Suchanek |
| Vehviläinen      | Gardiens                                                                                       | van Pottelberghe |                  | Arbitrage : Darcy Burchell Marcus Linde Juges de lignes : Jimmy Dahmen Libor Suchanek |
| 2 min            | Pénalités                                                                                      | 8 min            |                  | Arbitrage : Darcy Burchell Marcus Linde Juges de lignes : Jimmy Dahmen Libor Suchanek |
| 51               | Tirs                                                                                           | 17               |                  | Arbitrage : Darcy Burchell Marcus Linde Juges de lignes : Jimmy Dahmen Libor Suchanek |

| Clt   | Équipe   | PJ | V | VP | D | DP | BP | BC | Diff | Pts |
| ----- | -------- | -- | - | -- | - | -- | -- | -- | ---- | --- |
| +001, | Suède    | 4  | 4 | 0  | 0 | 0  | 18 | 6  | +12  | 12  |
| +002, | Danemark | 4  | 1 | 1  | 1 | 1  | 11 | 15 | -4   | 6   |
| +003, | Tchéquie | 4  | 1 | 0  | 1 | 2  | 9  | 13 | -4   | 5   |
| +004, | Suisse   | 4  | 0 | 2  | 2 | 0  | 11 | 13 | -2   | 4   |
| +005, | Finlande | 4  | 1 | 0  | 3 | 0  | 6  | 8  | -2   | 3   |

- Qualifié pour les quarts de finale
- Joue le tour de relégation

#### Groupe B
| 26 décembre 2016 | États-Unis | 6-1 (1-1, 2-0, 3-0) | Lettonie | Centre Air Canada 7 014 spectateurs |

| Feuille de match | Feuille de match | Feuille de match            | Feuille de match                            | Feuille de match                                                                       |
| ---------------- | --- | --------------------------- | ------------------------------------------- | -------------------------------------------------------------------------------------- |
|                  | Harper (Fitzgerald, Ahcan) — 6 min 27 s - White (Thompson, Fox) (JS) Keller (White, Thompson) — 38 min 45 s Keller — 52 min 19 s Bracco (Terry) — 57 min 41 s (SN) Greenway (Kunin, Terry) — 59 min 20 s | 1-0 1-1 2-1 3-1 4-1 5-1 6-1 | - Krastenbergs (E. Jansons) — 15 min 22 s - | Arbitrage : Jozef Kubus Maksim Sidorenko Juges de lignes : Dmitry Golyak Henrik Haurum |
| Parsons          | Gardiens | Mitens                      |                                             | Arbitrage : Jozef Kubus Maksim Sidorenko Juges de lignes : Dmitry Golyak Henrik Haurum |
| 14 min           | Pénalités | 20 min                      |                                             | Arbitrage : Jozef Kubus Maksim Sidorenko Juges de lignes : Dmitry Golyak Henrik Haurum |
| 30               | Tirs | 12                          |                                             | Arbitrage : Jozef Kubus Maksim Sidorenko Juges de lignes : Dmitry Golyak Henrik Haurum |

| 26 décembre 2016 | Canada | 5-3 (1-1, 2-0, 2-2) | Russie | Centre Air Canada 18 099 spectateurs |

| Feuille de match | Feuille de match | Feuille de match                | Feuille de match | Feuille de match                                                              |
| ---------------- | --- | ------------------------------- | --- | ----------------------------------------------------------------------------- |
|                  | Jost (Myers, Dubé) — 3 min 11 s - Strome (Barzal, Chabot) — 33 min 15 s (SN) Roy (Gauthier) — 37 min 8 s Barzal (Dubois) — 43 min 3 s (SN) - Strome (Barzal) — 49 min 6 s (SN) - | 1-0 1-1 2-1 3-1 4-1 4-2 5-2 5-3 | - Sergatchiov (Gourianov) — 9 min 47 s - Kaprizov (Vorobiov, Rykov) — 45 min 12 s (SN) - Rykov (Iourtaïkine, Kaprizov) — 50 min 36 s | Arbitrage : Jan Hribik Marcus Linde Juges de lignes : Jimmy Dahmen Jake Davis |
| Hart             | Gardiens | Samsonov                        | | Arbitrage : Jan Hribik Marcus Linde Juges de lignes : Jimmy Dahmen Jake Davis |
| 6 min            | Pénalités | 12 min                          | | Arbitrage : Jan Hribik Marcus Linde Juges de lignes : Jimmy Dahmen Jake Davis |
| 37               | Tirs | 17                              | | Arbitrage : Jan Hribik Marcus Linde Juges de lignes : Jimmy Dahmen Jake Davis |

| 27 décembre 2016 | Lettonie | 1-9 (0-3, 1-3, 0-3) | Russie | Centre Air Canada 6 789 spectateurs |

| Feuille de match                              | Feuille de match                           | Feuille de match                        | Feuille de match | Feuille de match                                                                      |
| --------------------------------------------- | ------------------------------------------ | --------------------------------------- | --- | ------------------------------------------------------------------------------------- |
|                                               | - Balcers (Dzierkals) — 23 min 42 s (SN) - | 0-1 0-2 0-3 0-4 1-4 1-5 1-6 1-7 1-8 1-9 | Iourtaïkine (Dronov) — 5 min 33 s Polounine (Kaprizov, Sidorov) — 12 min 10 s Karnaoukhov (Gourianov, Koudako) — 17 min 39 s Kaprizov (Vorobiov, Polounine) — 20 min 56 s - Polounine (Rykov, Vorobiov) — 24 min 21 s Beliaïev (Iourtaïkine, Denis Alexeïev) — 25 min 4 s Kaprizov (Rykov, Vorobiov) — 46 min 7 s (SN) Trenine (Kaprizov, Polounine) — 49 min 28 s (2 SN) Kaprizov (Rykov, Vorobiov) — 56 min 7 s (SN) | Arbitrage : Darcy Burchell Marcus Linde Juges de lignes : Jimmy Dahmen Libar Suchanek |
| Grigals (54 min 56 s) Romanovskis (5 min 4 s) | Gardiens                                   | Soukhatchiov                            | | Arbitrage : Darcy Burchell Marcus Linde Juges de lignes : Jimmy Dahmen Libar Suchanek |
| 18 min                                        | Pénalités                                  | 10 min                                  | | Arbitrage : Darcy Burchell Marcus Linde Juges de lignes : Jimmy Dahmen Libar Suchanek |
| 26                                            | Tirs                                       | 40                                      | | Arbitrage : Darcy Burchell Marcus Linde Juges de lignes : Jimmy Dahmen Libar Suchanek |

| 27 décembre 2016 | Canada | 5-0 (0-0, 4-0, 1-0) | Slovaquie | Centre Air Canada 12 694 spectateurs |

| Feuille de match | Feuille de match | Feuille de match    | Feuille de match | Feuille de match                                                              |
| ---------------- | --- | ------------------- | ---------------- | ----------------------------------------------------------------------------- |
|                  | Lauzon (Gauthier, Jost) — 25 min 30 s Raddysh (Dubois, Chabot) — 30 min 57 s (SN) Cirelli (Lauzon, Speers) — 32 min 37 s Chabot (Barzal, Strome) — 36 min 25 s (SN) McLeod (Cirelli, Dubé) — 42 min 59 s | 1-0 2-0 3-0 4-0 5-0 | -                | Arbitrage : Jan Hribik Brett Sheva Juges de lignes : Jake Davis Henrik Haurum |
| Ingram           | Gardiens | Húska               |                  | Arbitrage : Jan Hribik Brett Sheva Juges de lignes : Jake Davis Henrik Haurum |
| 4 min            | Pénalités | 8 min               |                  | Arbitrage : Jan Hribik Brett Sheva Juges de lignes : Jake Davis Henrik Haurum |
| 44               | Tirs | 6                   |                  | Arbitrage : Jan Hribik Brett Sheva Juges de lignes : Jake Davis Henrik Haurum |

| 28 décembre 2016 | Slovaquie | 2-5 (1-2, 0-3, 1-0) | États-Unis | Centre Air Canada 8 391 spectateurs |

| Feuille de match | Feuille de match                                                                               | Feuille de match            | Feuille de match | Feuille de match                                                                          |
| ---------------- | ---------------------------------------------------------------------------------------------- | --------------------------- | --- | ----------------------------------------------------------------------------------------- |
|                  | - Fehérváry (Sádecký, Pataky) — 18 min 8 s (SN) - Mic. Roman (Andrisik, Sádecký) — 59 min 23 s | 0-1 0-2 1-2 1-3 1-4 1-5 2-5 | Laczynski (Cecconi) — 10 min 15 s White (Keller, Jones) — 17 min - Thompson (Roslovic, Bellows) — 22 min 3 s McAvoy (Roslovic, Cecconi) — 28 min 39 s Terry (Kunin, Fitzgerald) — 32 min 57 s (SN) - | Arbitrage : Darcy Burchell Maxim Sidorenko Juges de lignes : Dmitry Golyak Libor Suchanek |
| Tomek            | Gardiens                                                                                       | Woll                        | | Arbitrage : Darcy Burchell Maxim Sidorenko Juges de lignes : Dmitry Golyak Libor Suchanek |
| 22 min           | Pénalités                                                                                      | 4 min                       | | Arbitrage : Darcy Burchell Maxim Sidorenko Juges de lignes : Dmitry Golyak Libor Suchanek |
| 20               | Tirs                                                                                           | 50                          | | Arbitrage : Darcy Burchell Maxim Sidorenko Juges de lignes : Dmitry Golyak Libor Suchanek |

| 29 décembre 2016 | Russie | 2-3 (1-1, 1-2, 0-0) | États-Unis | Centre Air Canada 13 759 spectateurs |

| Feuille de match | Feuille de match                                                                                  | Feuille de match    | Feuille de match | Feuille de match                                                                             |
| ---------------- | ------------------------------------------------------------------------------------------------- | ------------------- | --- | -------------------------------------------------------------------------------------------- |
|                  | - Ourakov (Trenine, Zborovski) — 11 min 59 s (IN) - Kaprizov (Rykov, Vorobiov) — 37 min 17 s (SN) | 0-1 1-1 1-2 1-3 2-3 | - Keller (Anderson, Fitzgerald) — 4 min 14 s White (McAvoy, Keller) — 24 min 3 s (SN) Terry (Foley, Laczynski) — 31 min 41 s - | Arbitrage : Anssi Salonen Daniel Stricker Juges de lignes : Sakari Suominen Nathan Vanoosten |
| Samsonov         | Gardiens                                                                                          | Parsons             | | Arbitrage : Anssi Salonen Daniel Stricker Juges de lignes : Sakari Suominen Nathan Vanoosten |
| 10 min           | Pénalités                                                                                         | 6 min               | | Arbitrage : Anssi Salonen Daniel Stricker Juges de lignes : Sakari Suominen Nathan Vanoosten |
| 27               | Tirs                                                                                              | 37                  | | Arbitrage : Anssi Salonen Daniel Stricker Juges de lignes : Sakari Suominen Nathan Vanoosten |

| 29 décembre 2016 | Lettonie | 2-10 (0-3, 1-5, 1-2) | Canada | Centre Air Canada 13 796 spectateurs |

| Feuille de match                           | Feuille de match                                                                     | Feuille de match                                 | Feuille de match | Feuille de match                                                                       |
| ------------------------------------------ | ------------------------------------------------------------------------------------ | ------------------------------------------------ | --- | -------------------------------------------------------------------------------------- |
|                                            | - Krastenbergs (Tralmaks, E. Jansons) — 37 min 58 s (IN) - Dzierkals — 47 min 59 s - | 0-1 0-2 0-3 0-4 0-5 0-6 0-7 0-8 1-8 1-9 2-9 2-10 | Barzal (Myers) — 10 min 38 s (IN) Roy (Myers, Clague) — 11 min 54 s (SN) Raddysh (Chabot, Strome) — 19 min 40 s (SN) Raddysh (Strome, Dubois) — 29 min 11 s (SN) Raddysh (Joseph, Clague) — 32 min 13 s Barzal (Raddysh, Clague) — 32 min 53 s Cirelli (Dubé, Spears) — 33 min 30 s McLeod (Strome, Fabbro) — 34 min 56 s - Raddysh (Juulsen, Joseph) — 42 min 7 s - Gauthier (Dubois, Strome) — 58 min 5 s | Arbitrage : Tobias Bjork Mark Lemelin Juges de lignes : Nicolas Fluri Nathan Vanoosten |
| Mitens (31 min 50 s) Grigals (28 min 10 s) | Gardiens                                                                             | Hart                                             | | Arbitrage : Tobias Bjork Mark Lemelin Juges de lignes : Nicolas Fluri Nathan Vanoosten |
| 14 min                                     | Pénalités                                                                            | 20 min                                           | | Arbitrage : Tobias Bjork Mark Lemelin Juges de lignes : Nicolas Fluri Nathan Vanoosten |
| 25                                         | Tirs                                                                                 | 35                                               | | Arbitrage : Tobias Bjork Mark Lemelin Juges de lignes : Nicolas Fluri Nathan Vanoosten |

| 30 décembre 2016 | Slovaquie | 4-2 (1-1, 1-0, 2-1) | Lettonie | Centre Air Canada 6 018 spectateurs |

| Feuille de match                          | Feuille de match | Feuille de match        | Feuille de match                                                                        | Feuille de match                                                                            |
| ----------------------------------------- | --- | ----------------------- | --------------------------------------------------------------------------------------- | ------------------------------------------------------------------------------------------- |
|                                           | - Lestan — 8 min 13 s Mil. Roman (Mic. Roman, Sloboda) — 38 min 11 s Hatala (Mic. Roman, Sádecký) — 40 min 41 s Sloboda (Mil. Roman, Grman) — 45 min 1 s - | 0-1 1-1 2-1 3-1 4-1 4-2 | Čukste (Balcers, Buncis) — 3 min 40 s - Buncis (Čukste, Dzierkals) — 53 min 29 s (2 SN) | Arbitrage : Mark Lemelin Marian Rohatsch Juges de lignes : Lukas Kohlmuller Sakari Suominen |
| Mitens (57 min 48 s) Grigals (1 min 10 s) | Gardiens | Huska                   |                                                                                         | Arbitrage : Mark Lemelin Marian Rohatsch Juges de lignes : Lukas Kohlmuller Sakari Suominen |
| 12 min                                    | Pénalités | 10 min                  |                                                                                         | Arbitrage : Mark Lemelin Marian Rohatsch Juges de lignes : Lukas Kohlmuller Sakari Suominen |
| 36                                        | Tirs | 24                      |                                                                                         | Arbitrage : Mark Lemelin Marian Rohatsch Juges de lignes : Lukas Kohlmuller Sakari Suominen |

| 31 décembre 2016 | États-Unis | 3-1 (2-0, 1-1, 0-0) | Canada | Centre Air Canada 18 584 spectateurs |

| Feuille de match | Feuille de match | Feuille de match | Feuille de match                                 | Feuille de match                                                                      |
| ---------------- | --- | ---------------- | ------------------------------------------------ | ------------------------------------------------------------------------------------- |
|                  | White (Greenway, Keller) — 4 min 31 s (SN) Greenway (Keller, McAvoy) — 6 min 4 s (SN) - Bracco (Lindgren, Greenway) — 33 min 8 s | 1-0 2-0 2-1 3-1  | - Chabot (Barzal, Strome) — 28 min 12 s (2 SN) - | Arbitrage : Anssi Salonen Daniel Stricker Juges de lignes : Nicolas Fluri Yakov Paley |
| Woll             | Gardiens | Ingram           |                                                  | Arbitrage : Anssi Salonen Daniel Stricker Juges de lignes : Nicolas Fluri Yakov Paley |
| 37 min           | Pénalités | 16 min           |                                                  | Arbitrage : Anssi Salonen Daniel Stricker Juges de lignes : Nicolas Fluri Yakov Paley |
| 20               | Tirs | 26               |                                                  | Arbitrage : Anssi Salonen Daniel Stricker Juges de lignes : Nicolas Fluri Yakov Paley |

| 31 décembre 2016 | Russie | 2-0 (0-0, 1-0, 1-0) | Slovaquie | Centre Air Canada 5 269 spectateurs |

| Feuille de match | Feuille de match                                                                               | Feuille de match | Feuille de match | Feuille de match                                                                          |
| ---------------- | ---------------------------------------------------------------------------------------------- | ---------------- | ---------------- | ----------------------------------------------------------------------------------------- |
|                  | Gourianov (Kvartalnov, Karnaukhov) — 29 min 6 s (SN) Trenine (Ourakov, Beliaïev) — 49 min 39 s | 1-0 2-0          | -                | Arbitrage : Marian Rohatsch Robin Sir Juges de lignes : Lukas Kohlmuller Nathan Vanoosten |
| Samsonov         | Gardiens                                                                                       | Tomek            |                  | Arbitrage : Marian Rohatsch Robin Sir Juges de lignes : Lukas Kohlmuller Nathan Vanoosten |
| 4 min            | Pénalités                                                                                      | 6 min            |                  | Arbitrage : Marian Rohatsch Robin Sir Juges de lignes : Lukas Kohlmuller Nathan Vanoosten |
| 30               | Tirs                                                                                           | 15               |                  | Arbitrage : Marian Rohatsch Robin Sir Juges de lignes : Lukas Kohlmuller Nathan Vanoosten |

| Clt   | Équipe     | PJ | V | VP | D | DP | BP | BC | Diff | Pts |
| ----- | ---------- | -- | - | -- | - | -- | -- | -- | ---- | --- |
| +001, | États-Unis | 4  | 4 | 0  | 0 | 0  | 17 | 6  | +11  | 12  |
| +002, | Canada     | 4  | 3 | 0  | 1 | 0  | 21 | 8  | +13  | 9   |
| +003, | Russie     | 4  | 2 | 0  | 2 | 0  | 16 | 9  | +7   | 6   |
| +004, | Slovaquie  | 4  | 1 | 0  | 3 | 0  | 6  | 14 | -8   | 3   |
| +005, | Lettonie   | 4  | 0 | 0  | 4 | 0  | 6  | 29 | -23  | 0   |

- Qualifié pour les quarts de finale
- Joue le tour de relégation

### Tour de relégation
| 2 janvier 2017 | Finlande | 2-1 (1-0, 0-1, 1-0) | Lettonie | Centre Bell 3 016 spectateurs |

| Feuille de match | Feuille de match                                                                   | Feuille de match | Feuille de match                                       | Feuille de match                                                                      |
| ---------------- | ---------------------------------------------------------------------------------- | ---------------- | ------------------------------------------------------ | ------------------------------------------------------------------------------------- |
|                  | Saarijärvi (Räsänen) — 7 min 43 s (SN) - Vesaleinen (Heiskanen, Tolvanen) — 49 min | 1-0 1-1 2-1      | - Ponomarenko (Krastenbergs, Tralmaks) — 24 min 37 s - | Arbitrage : Brett Sheva Maxim Sikorenko Juges de lignes : Dmitry Golyak Henrik Haurum |
| Vehviläinen      | Gardiens                                                                           | Mitens           |                                                        | Arbitrage : Brett Sheva Maxim Sikorenko Juges de lignes : Dmitry Golyak Henrik Haurum |
| 10 min           | Pénalités                                                                          | 12 min           |                                                        | Arbitrage : Brett Sheva Maxim Sikorenko Juges de lignes : Dmitry Golyak Henrik Haurum |
| 45               | Tirs                                                                               | 24               |                                                        | Arbitrage : Brett Sheva Maxim Sikorenko Juges de lignes : Dmitry Golyak Henrik Haurum |

| 3 janvier 2017 | Lettonie | 1-4 (1-1, 0-0, 0-3) | Finlande | Centre Bell 4 216 spectateurs |

| Feuille de match | Feuille de match                                          | Feuille de match    | Feuille de match | Feuille de match                                                          |
| ---------------- | --------------------------------------------------------- | ------------------- | --- | ------------------------------------------------------------------------- |
|                  | - Krastenbergs (Čukste, Ponomarenko) — 16 min 23 s (SN) - | 0-1 1-1 1-2 1-3 1-4 | Tolvanen (Räsänen, Nättinen) — 1 min 31 s (2 SN) - Saarijärvi (Tolvanen, Juolevi) — 41 min 28 s (SN) Välimäki (Björkqvist, Kuokkanen) — 42 min 33 s Välimäki (Räsänen, Saarijärvi) — 57 min 26 s (2 SN) | Arbitrage : Jan Hribik Robin Šir Juges de lignes : Jake Davis Yakov Paley |
| Mitens           | Gardiens                                                  | Vehviläinen         | | Arbitrage : Jan Hribik Robin Šir Juges de lignes : Jake Davis Yakov Paley |
| 49 min           | Pénalités                                                 | 16 min              | | Arbitrage : Jan Hribik Robin Šir Juges de lignes : Jake Davis Yakov Paley |
| 23               | Tirs                                                      | 42                  | | Arbitrage : Jan Hribik Robin Šir Juges de lignes : Jake Davis Yakov Paley |

### Tour final

#### Tableau
|  | Quarts de finale                  | Quarts de finale                  |                             |                             | Demi-finales                | Demi-finales                |      |  | Finale                      | Finale                      |
|  | Quarts de finale                  | Quarts de finale                  |                             |                             | Demi-finales                | Demi-finales                |      |  | Finale                      | Finale                      |
|  |                                   |                                   |                             |                             |                             |                             |      |  |                             |                             |
|  | 2 janvier 2017, Centre Air Canada | 2 janvier 2017, Centre Air Canada |                             |                             | 4 janvier 2017, Centre Bell | 4 janvier 2017, Centre Bell |      |  | 5 janvier 2017, Centre Bell | 5 janvier 2017, Centre Bell |
|  | 2 janvier 2017, Centre Air Canada | 2 janvier 2017, Centre Air Canada |                             |                             | 4 janvier 2017, Centre Bell | 4 janvier 2017, Centre Bell |      |  | 5 janvier 2017, Centre Bell | 5 janvier 2017, Centre Bell |
|  | Suède                             | 8                                 |                             |                             | 4 janvier 2017, Centre Bell | 4 janvier 2017, Centre Bell |      |  | 5 janvier 2017, Centre Bell | 5 janvier 2017, Centre Bell |
|  | Suède                             | 8                                 |                             |                             | 4 janvier 2017, Centre Bell | 4 janvier 2017, Centre Bell |      |  | 5 janvier 2017, Centre Bell | 5 janvier 2017, Centre Bell |
|  | Slovaquie                         | 3                                 |                             |                             | 4 janvier 2017, Centre Bell | 4 janvier 2017, Centre Bell |      |  | 5 janvier 2017, Centre Bell | 5 janvier 2017, Centre Bell |
|  | Slovaquie                         | 3                                 | Suède                       | 2                           |                             |                             |      |  | 5 janvier 2017, Centre Bell | 5 janvier 2017, Centre Bell |
|  | 2 janvier 2017, Centre Bell       |                                   | Suède                       | 2                           |                             |                             |      |  | 5 janvier 2017, Centre Bell | 5 janvier 2017, Centre Bell |
|  |                                   | Canada                            | 5                           |                             |                             |                             |      |  | 5 janvier 2017, Centre Bell | 5 janvier 2017, Centre Bell |
|  | Canada                            | Canada                            | 5                           | 5                           |                             |                             |      |  | 5 janvier 2017, Centre Bell | 5 janvier 2017, Centre Bell |
|  | Canada                            |                                   |                             | 5                           |                             |                             |      |  | 5 janvier 2017, Centre Bell | 5 janvier 2017, Centre Bell |
|  | Tchéquie                          | 3                                 |                             |                             |                             |                             |      |  | 5 janvier 2017, Centre Bell | 5 janvier 2017, Centre Bell |
|  | Tchéquie                          | 3                                 | Canada                      | 4                           |                             |                             |      |  |                             |                             |
|  | 2 janvier 2017, Centre Air Canada |                                   | Canada                      | 4                           |                             |                             |      |  |                             |                             |
|  |                                   | États-Unis                        | 5 TF                        |                             |                             |                             |      |  |                             |                             |
|  | Danemark                          | États-Unis                        | 5 TF                        | 0                           |                             |                             |      |  |                             |                             |
|  | Danemark                          | 4 janvier 2017, Centre Bell       |                             | 0                           |                             |                             |      |  |                             |                             |
|  | Russie                            | 4                                 |                             |                             |                             |                             |      |  |                             |                             |
|  | Russie                            | 4                                 | Russie                      | 3                           |                             |                             |      |  |                             |                             |
|  | 2 janvier 2017, Centre Bell       | 2 janvier 2017, Centre Bell       | Russie                      | 3                           | Match pour la 3e place      | Match pour la 3e place      |      |  |                             |                             |
|  | 2 janvier 2017, Centre Bell       | 2 janvier 2017, Centre Bell       |                             | États-Unis                  | Match pour la 3e place      | Match pour la 3e place      | 4 TF |  |                             |                             |
|  | États-Unis                        | 3                                 | 5 janvier 2017, Centre Bell | 5 janvier 2017, Centre Bell |                             |                             | 4 TF |  |                             |                             |
|  | États-Unis                        | 3                                 | 5 janvier 2017, Centre Bell | 5 janvier 2017, Centre Bell |                             |                             |      |  |                             |                             |
|  | Suisse                            | 2                                 |                             | Suède                       | 1                           |                             |      |  |                             |                             |
|  | Suisse                            | 2                                 |                             | Suède                       | 1                           |                             |      |  |                             |                             |
|  |                                   |                                   |                             |                             |                             |                             |      |  | Russie                      | 2 Pr                        |
|  |                                   |                                   |                             |                             |                             |                             |      |  | Russie                      | 2 Pr                        |

Pr : prolongation - TF : tirs de fusillade

#### Quarts de finale
| 2 janvier 2017 | Danemark | 0-4 (0-2, 0-0, 0-2) | Russie | Centre Air Canada 7 801 spectateurs |

| Feuille de match | Feuille de match | Feuille de match | Feuille de match | Feuille de match                                                                            |
| ---------------- | ---------------- | ---------------- | --- | ------------------------------------------------------------------------------------------- |
|                  | -                | 0-1 0-2 0-3 0-4  | Polounine (Vorobiov) — 8 min 45 s Kaprizov (Vorobiov, Trenine) — 19 min 49 s (SN) Karnaukhov (Gourianov, Kvartalnov) — 47 min 12 s Kaprizov (Polounine) — 55 min 35 s | Arbitrage : Mark Lemelin Marian Rohatsch Juges de lignes : Lukas Kohlmuller Sakari Suominen |
| Petersen         | Gardiens         | Samsonov         | | Arbitrage : Mark Lemelin Marian Rohatsch Juges de lignes : Lukas Kohlmuller Sakari Suominen |
| 10 min           | Pénalités        | 14 min           | | Arbitrage : Mark Lemelin Marian Rohatsch Juges de lignes : Lukas Kohlmuller Sakari Suominen |
| 14               | Tirs             | 32               | | Arbitrage : Mark Lemelin Marian Rohatsch Juges de lignes : Lukas Kohlmuller Sakari Suominen |

| 2 janvier 2017 | Suède | 8-3 (3-0, 2-2, 3-1) | Slovaquie | Centre Bell 6 331 spectateurs |

| Feuille de match | Feuille de match | Feuille de match                            | Feuille de match                                                                            | Feuille de match                                                                  |
| ---------------- | --- | ------------------------------------------- | ------------------------------------------------------------------------------------------- | --------------------------------------------------------------------------------- |
|                  | Eriksson Ek (Asplund, Karlström) — 1 min 18 s (SN) Söderlund (Wingerli, Gunnarsson) — 16 min 28 s Grundström (Nylander, L. Carlsson) — 17 min 1 s Nylander (Dahlén, Asplund) — 26 min 17 s Karlström (Ahl, Asplund) — 33 min 7 s - Söderlund (G. Carlsson) — 42 min 36 s Andersson (Larsson, Lööke) — 44 min 27 s (SN) Eriksson Ek (Asplund, Kylington) — 57 min 4 s (SN) | 1-0 2-0 3-0 4-0 5-0 5-1 5-2 5-3 6-3 7-3 8-3 | - Bodák (Sloboda) — 35 min 48 s (SN) Struska (Černák) — 36 min 54 s Ruzicka — 41 min 53 s - | Arbitrage : Darcy Burchell Jan Hribik Juges de lignes : Jake Davis Libor Suchanek |
| Sandström        | Gardiens | Huska                                       |                                                                                             | Arbitrage : Darcy Burchell Jan Hribik Juges de lignes : Jake Davis Libor Suchanek |
| 2 min            | Pénalités | 20 min                                      |                                                                                             | Arbitrage : Darcy Burchell Jan Hribik Juges de lignes : Jake Davis Libor Suchanek |
| 50               | Tirs | 18                                          |                                                                                             | Arbitrage : Darcy Burchell Jan Hribik Juges de lignes : Jake Davis Libor Suchanek |

| 2 janvier 2017 | États-Unis | 3-2 (2-0, 0-1, 1-1) | Suisse | Centre Air Canada 8 176 spectateurs |

| Feuille de match | Feuille de match | Feuille de match    | Feuille de match                                                                       | Feuille de match                                                                  |
| ---------------- | --- | ------------------- | -------------------------------------------------------------------------------------- | --------------------------------------------------------------------------------- |
|                  | Bracco (Thompson, Terry) — 8 min 32 s (SN) Kunin (Greenway, Bracco) — 10 min 42 s - Greenway (McAvoy, Keller) — 46 min 18 s (SN) | 1-0 2-0 2-1 2-2 3-2 | - Hischier (Siegenthaler, Riat) — 30 min 47 s (SN) Hischier (Thürkauf) — 46 min (SN) - | Arbitrage : Tobias Bjork Robin Sir Juges de lignes : Yakov Paley Nathan Vanoosten |
| Parsons          | Gardiens | van Pottelberghe    |                                                                                        | Arbitrage : Tobias Bjork Robin Sir Juges de lignes : Yakov Paley Nathan Vanoosten |
| 10 min           | Pénalités | 18 min              |                                                                                        | Arbitrage : Tobias Bjork Robin Sir Juges de lignes : Yakov Paley Nathan Vanoosten |
| 17               | Tirs | 21                  |                                                                                        | Arbitrage : Tobias Bjork Robin Sir Juges de lignes : Yakov Paley Nathan Vanoosten |

| 2 janvier 2017 | Canada | 5-3 (0-1, 3-1, 2-1) | République tchèque | Centre Bell 10 215 spectateurs |

| Feuille de match | Feuille de match | Feuille de match                | Feuille de match                                                                              | Feuille de match                                                                  |
| ---------------- | --- | ------------------------------- | --------------------------------------------------------------------------------------------- | --------------------------------------------------------------------------------- |
|                  | - Speers (Stephens, Joseph) — 23 min 45 s Stephens (Cirelli) — 27 min 27 s - Chabot (Stephens, Cirelli) — 33 min 32 s Gauthier (Roy) — 43 min 18 s - Gauthier (Barzal, Chabot) — 46 min 37 s | 0-1 1-1 2-1 2-2 3-2 4-2 4-3 5-3 | Kaše (Musil, Hronek) — 16 min 49 s - Šoustal — 28 min 53 s - Stránský (Nečas) — 45 min 54 s - | Arbitrage : Jozef Kubus Marcus Linde Juges de lignes : Jimmy Dahmen Nicolas Fluri |
| Ingram           | Gardiens | Škarek                          |                                                                                               | Arbitrage : Jozef Kubus Marcus Linde Juges de lignes : Jimmy Dahmen Nicolas Fluri |
| 4 min            | Pénalités | 8 min                           |                                                                                               | Arbitrage : Jozef Kubus Marcus Linde Juges de lignes : Jimmy Dahmen Nicolas Fluri |
| 41               | Tirs | 19                              |                                                                                               | Arbitrage : Jozef Kubus Marcus Linde Juges de lignes : Jimmy Dahmen Nicolas Fluri |

#### Demi-finales
| 4 janvier 2017 | États-Unis | 4-3 (TB) (1-1, 2-1, 0-1, 0-0, 1-0) | Russie | Centre Bell 11 576 spectateurs |

| Feuille de match | Feuille de match | Feuille de match            | Feuille de match                                                                                             | Feuille de match                                                                          |
| ---------------- | --- | --------------------------- | --- | ----------------------------------------------------------------------------------------- |
|                  | - White (Keller, Jones) — 19 min 5 s - Kunin (Greenway, Bracco) — 30 min 23 s (SN) White (Anderson, Keller) — 36 min 21 s - Terry — 70 min (TB) | 0-1 1-1 1-2 2-2 3-2 3-3 4-3 | Kaprizov (Vorobiov) — 11 min 54 s - Gourianov (Koudako, Karnaukhov) — 21 min 17 s - Gourianov — 46 min 4 s - | Arbitrage : Darcy Burchell Marcus Linde Juges de lignes : Lukas Kohlmuller Libor Suchanek |
| Parsons          | Gardiens | Samsonov                    | | Arbitrage : Darcy Burchell Marcus Linde Juges de lignes : Lukas Kohlmuller Libor Suchanek |
| 2 min            | Pénalités | 8 min                       | | Arbitrage : Darcy Burchell Marcus Linde Juges de lignes : Lukas Kohlmuller Libor Suchanek |
| 44               | Tirs | 36                          | | Arbitrage : Darcy Burchell Marcus Linde Juges de lignes : Lukas Kohlmuller Libor Suchanek |

| 4 janvier 2017 | Suède | 2-5 | Canada | Centre Bell 13 456 spectateurs |

| Feuille de match | Feuille de match                                                                            | Feuille de match                      | Feuille de match | Feuille de match                                                                     |
| ---------------- | ------------------------------------------------------------------------------------------- | ------------------------------------- | --- | ------------------------------------------------------------------------------------ |
|                  | Eriksson Ek (Söderlund) — 6 min 5 s (IN) - Grundström (Nylander, Eriksson Ek) — 8 min 5 s - | 1-0 1-1 2-1 2-2 2-3 2-4 2-5           | - Stephens (Cirelli) — 7 min 43 s - Cirelli (Clague, Chabot) — 18 min 49 s Gauthier (Dubois) — 32 min 2 s Strome (Juulsen, Bean) — 47 min 38 s Gauthier (Strome, Jost) — 58 min 2 s (CV) | Arbitrage : Anssi Salonen Daniel Stricker Juges de lignes : Jake Davis Dmitry Golyak |
| Sandström        | Gardiens                                                                                    | Ingram (8 min 5 s) Hart (51 min 55 s) | | Arbitrage : Anssi Salonen Daniel Stricker Juges de lignes : Jake Davis Dmitry Golyak |
| 12 min           | Pénalités                                                                                   | 8 min                                 | | Arbitrage : Anssi Salonen Daniel Stricker Juges de lignes : Jake Davis Dmitry Golyak |
| 31               | Tirs                                                                                        | 43                                    | | Arbitrage : Anssi Salonen Daniel Stricker Juges de lignes : Jake Davis Dmitry Golyak |

#### Match pour la troisième place
| 5 janvier 2017 | Suède | 1-2 (pr) (0-0, 1-1, 0-0, 0-1) | Russie | Centre Bell 8 366 spectateurs |

| Feuille de match | Feuille de match         | Feuille de match | Feuille de match                                                   | Feuille de match                                                                          |
| ---------------- | ------------------------ | ---------------- | ------------------------------------------------------------------ | ----------------------------------------------------------------------------------------- |
|                  | - Dahlén — 30 min 11 s - | 0-1 1-1 1-2      | Kaprizov (Vorobiov, Rykov) — 20 min 16 s - Gourianov — 60 min 33 s | Arbitrage : Darcy Burchell Jozef Kubus Juges de lignes : Sakari Suominen Nathan Vanoosten |
| Sandström        | Gardiens                 | Samsonov         |                                                                    | Arbitrage : Darcy Burchell Jozef Kubus Juges de lignes : Sakari Suominen Nathan Vanoosten |
| 4 min            | Pénalités                | 6 min            |                                                                    | Arbitrage : Darcy Burchell Jozef Kubus Juges de lignes : Sakari Suominen Nathan Vanoosten |
| 39               | Tirs                     | 26               |                                                                    | Arbitrage : Darcy Burchell Jozef Kubus Juges de lignes : Sakari Suominen Nathan Vanoosten |

#### Finale
| 5 janvier 2017 | Canada | 4-5 (TB) (2-0, 0-2, 2-2, 0-0, 0-1) | États-Unis | Centre Bell 20 173 spectateurs |

| Feuille de match | Feuille de match | Feuille de match                    | Feuille de match | Feuille de match                                                                       |
| ---------------- | --- | ----------------------------------- | --- | -------------------------------------------------------------------------------------- |
|                  | Chabot (Barzal, Joseph) — 4 min 58 s Lauzon (Stephens) — 9 min 2 s - Roy (Bean, Jost) — 41 min 52 s (SN) Joseph (McLeod, Chabot) — 44 min 5 s - | 1-0 2-0 2-1 2-2 3-2 4-2 4-3 4-4 4-5 | - McAvoy (Greenway, Fox) — 23 min 4 s Bellows (Fox, Thompson) — 29 min 30 s (SN) - Bellows (McAvoy) — 44 min 34 s White (Fox, Keller) — 47 min 7 s Terry — 80 min (TB) | Arbitrage : Anssi Salonen Daniel Stricker Juges de lignes : Jimmy Dahmen Nicolas Fluri |
| Parsons          | Gardiens | Tyler                               | | Arbitrage : Anssi Salonen Daniel Stricker Juges de lignes : Jimmy Dahmen Nicolas Fluri |
| 12 min           | Pénalités | 4 min                               | | Arbitrage : Anssi Salonen Daniel Stricker Juges de lignes : Jimmy Dahmen Nicolas Fluri |
| 36               | Tirs | 50                                  | | Arbitrage : Anssi Salonen Daniel Stricker Juges de lignes : Jimmy Dahmen Nicolas Fluri |

### Classement final
| Place              | Équipe     |
| ------------------ | ---------- |
| Médaille d'or      | États-Unis |
| Médaille d'argent  | Canada     |
| Médaille de bronze | Russie     |
| 4                  | Suède      |
| 5                  | Danemark   |
| 6                  | Tchéquie   |
| 7                  | Suisse     |
| 8                  | Slovaquie  |
| 9                  | Finlande   |
| 10                 | Lettonie   |

- Relégué en Division IA

### Récompenses individuelles
| Médias : - Meilleur joueur (MVP) : Thomas Chabot (CAN) - Équipe type : - Gardien : Ilia Samsonov (RUS) - Défenseurs : Thomas Chabot (CAN), Charlie McAvoy (USA) - Attaquants : Kirill Kaprizov (RUS), Alexander Nylander (SWE), Clayton Keller (USA) | IIHF : - Meilleur gardien : Felix Sandström (SWE) - Meilleur défenseur : Thomas Chabot (CAN) - Meilleur attaquant : Kirill Kaprizov (RUS) |

### Statistiques individuelles
| Rang | Joueur             | Pays       | PJ | B | A  | Pts | +/− | Pun |
| ---- | ------------------ | ---------- | -- | - | -- | --- | --- | --- |
| 1    | Kirill Kaprizov    | Russie     | 7  | 9 | 3  | 12  | +7  | 2   |
| 2    | Alexander Nylander | Suède      | 7  | 5 | 7  | 12  | +7  | 0   |
| 3    | Clayton Keller     | États-Unis | 7  | 3 | 8  | 11  | +3  | 2   |
| 4    | Thomas Chabot      | Canada     | 7  | 4 | 6  | 10  | +4  | 8   |
| 5    | Dylan Strome       | Canada     | 7  | 3 | 7  | 10  | +1  | 0   |
| 6    | Mikhaïl Vorobiov   | Russie     | 7  | 0 | 10 | 10  | +6  | 4   |
| 7    | Joel Eriksson Ek   | Suède      | 7  | 6 | 3  | 9   | +8  | 4   |
| 8    | Colin White        | États-Unis | 7  | 7 | 1  | 8   | +5  | 4   |
| 9    | Matt Barzal        | Canada     | 7  | 3 | 5  | 8   | +4  | 4   |
| 10   | Jordan Greenway    | États-Unis | 7  | 3 | 5  | 8   | +3  | 2   |

Pour les significations des abréviations, voir statistiques du hockey sur glace.
| Rang | Joueur                 | Pays       | Min          | BC | Moy  | %Arr  | Bl |
| ---- | ---------------------- | ---------- | ------------ | -- | ---- | ----- | -- |
| 1    | Veini Vehviläinen      | Finlande   | 317 min 57 s | 8  | 1,51 | 93,10 | 1  |
| 2    | Ilia Samsonov          | Russie     | 370 min 11 s | 13 | 2,11 | 92,97 | 2  |
| 3    | Kasper Krog            | Danemark   | 165 min 0 s  | 9  | 3,27 | 91,96 | 0  |
| 4    | Tyler Parsons          | États-Unis | 330 min 0 s  | 12 | 2,18 | 91,67 | 0  |
| 5    | Felix Sandström        | Suède      | 359 min 50 s | 13 | 2,17 | 91,45 | 0  |
| 6    | Matej Tomek            | Slovaquie  | 120 min 0 s  | 7  | 3,50 | 91,25 | 0  |
| 7    | Joren van Pottelberghe | Suisse     | 303 min 51 s | 16 | 3,16 | 90,86 | 0  |
| 8    | Carter Hart            | Canada     | 251 min 55 s | 10 | 2,38 | 90,57 | 0  |
| 9    | Jakub Škarek           | Tchéquie   | 179 min 40 s | 10 | 3,34 | 88,37 | 0  |
| 10   | Mareks Egīls Mitens    | Lettonie   | 268 min 31 s | 20 | 4,47 | 88,24 | 0  |

Pour les significations des abréviations, voir statistiques du hockey sur glace.
Nota : seuls sont classés les gardiens ayant joué au minimum 40 % du temps de jeu de leur équipe.

## Autres Divisions

### Division IA
La compétition se déroule à Bremerhaven en Allemagne du 11 au 17 décembre 2016.
| Clt   | Équipe          | PJ | V | VP | D | DP | BP | BC | Diff | Pts |
| ----- | --------------- | -- | - | -- | - | -- | -- | -- | ---- | --- |
| +001, | Biélorussie (R) | 5  | 4 | 0  | 0 | 1  | 20 | 10 | +10  | 13  |
| +002, | Allemagne       | 5  | 3 | 1  | 1 | 0  | 17 | 13 | +4   | 11  |
| +003, | France (P)      | 5  | 2 | 0  | 3 | 0  | 16 | 19 | -3   | 6   |
| +004, | Kazakhstan      | 5  | 2 | 0  | 3 | 0  | 14 | 16 | -2   | 6   |
| +005, | Autriche        | 5  | 2 | 0  | 3 | 0  | 15 | 17 | -2   | 6   |
| +006, | Norvège         | 5  | 1 | 0  | 4 | 0  | 10 | 17 | -7   | 3   |

- Promu en Division Élite en 2018
- Relégué en Division IB en 2018

### Division IB
La compétition se déroule à Budapest en Hongrie du 11 au 17 décembre 2016.
| Clt   | Équipe          | PJ | V | VP | D | DP | BP | BC | Diff | Pts |
| ----- | --------------- | -- | - | -- | - | -- | -- | -- | ---- | --- |
| +001, | Hongrie (P)     | 5  | 4 | 0  | 1 | 0  | 21 | 12 | +9   | 12  |
| +002, | Pologne         | 5  | 3 | 1  | 1 | 0  | 21 | 16 | +5   | 11  |
| +003, | Slovénie        | 5  | 2 | 1  | 2 | 0  | 21 | 13 | +8   | 8   |
| +004, | Italie (R)      | 5  | 2 | 0  | 2 | 1  | 12 | 19 | -7   | 7   |
| +005, | Ukraine         | 5  | 1 | 1  | 3 | 0  | 9  | 13 | -4   | 5   |
| +006, | Grande-Bretagne | 5  | 0 | 0  | 3 | 2  | 8  | 19 | -11  | 2   |

- Promu en Division IA en 2018
- Relégué en Division IIB en 2018

### Division IIA
La compétition se déroule à Tallinn en Estonie du 11 au 17 décembre 2016.
| Clt   | Équipe       | PJ | V | VP | D | DP | BP | BC | Diff | Pts |
| ----- | ------------ | -- | - | -- | - | -- | -- | -- | ---- | --- |
| +001, | Lituanie     | 5  | 5 | 0  | 0 | 0  | 42 | 10 | +32  | 15  |
| +002, | Japon (R)    | 5  | 4 | 0  | 1 | 0  | 35 | 13 | +22  | 12  |
| +003, | Roumanie (P) | 5  | 2 | 0  | 2 | 1  | 21 | 29 | -8   | 7   |
| +004, | Estonie      | 5  | 2 | 0  | 3 | 0  | 18 | 24 | -6   | 6   |
| +005, | Pays-Bas     | 5  | 1 | 0  | 4 | 0  | 9  | 24 | -15  | 3   |
| +006, | Croatie      | 5  | 0 | 1  | 4 | 0  | 11 | 36 | -25  | 2   |

- Promu en Division IB en 2018
- Relégué en Division IIB en 2018

### Division IIB
La compétition se déroule à Logroño en Espagne du 7 au 13 janvier 2017.
| Clt   | Équipe           | PJ | V | VP | D | DP | BP | BC | Diff | Pts |
| ----- | ---------------- | -- | - | -- | - | -- | -- | -- | ---- | --- |
| +001, | Corée du Sud (R) | 5  | 4 | 1  | 0 | 0  | 27 | 7  | +20  | 14  |
| +002, | Espagne          | 5  | 4 | 0  | 1 | 0  | 38 | 12 | +26  | 12  |
| +003, | Serbie           | 5  | 3 | 0  | 1 | 1  | 23 | 12 | +11  | 10  |
| +004, | Belgique         | 5  | 2 | 0  | 3 | 0  | 15 | 19 | -4   | 6   |
| +004, | Mexique (P)      | 5  | 0 | 1  | 4 | 0  | 13 | 39 | -26  | 2   |
| +005, | Australie        | 5  | 0 | 0  | 4 | 1  | 9  | 36 | -27  | 1   |

- Promu en Division IIA en 2018
- Relégué en Division III en 2018

Pour les significations des abréviations, voir statistiques du hockey sur glace.

### Division III
| Place | Équipe           | Résultat final        |
| ----- | ---------------- | --------------------- |
| 1     | Turquie          | Promu en Division IIB |
| 2     | Chine            |                       |
| 3     | Islande          |                       |
| 4     | Nouvelle-Zélande |                       |
| 5     | Israël           |                       |
| 6     | Bulgarie         |                       |
| 7     | Taipei chinois   |                       |
| 8     | Afrique du Sud   |                       |

## Classement général de toutes les divisions
| Place              | Équipe           | Résultat final          |
| ------------------ | ---------------- | ----------------------- |
| Médaille d'or      | États-Unis       | Champion du monde       |
| Médaille d'argent  | Canada           | Vice-champion du monde  |
| Médaille de bronze | Russie           |                         |
| 4                  | Suède            |                         |
| 5                  | Danemark         |                         |
| 6                  | Tchéquie         |                         |
| 7                  | Suisse           |                         |
| 8                  | Slovaquie        |                         |
| 9                  | Finlande         |                         |
| 10                 | Lettonie         | Relégué en Division IA  |
| 11                 | Biélorussie      | Promu en Division élite |
| 12                 | Allemagne        |                         |
| 13                 | France           |                         |
| 14                 | Kazakhstan       |                         |
| 15                 | Autriche         |                         |
| 16                 | Norvège          | Relégué en Division IB  |
| 17                 | Hongrie          | Promu en Division IA    |
| 18                 | Pologne          |                         |
| 19                 | Slovénie         |                         |
| 20                 | Italie           |                         |
| 21                 | Ukraine          |                         |
| 22                 | Grande-Bretagne  | Relégué en Division IIA |
| 23                 | Lituanie         | Promu en Division IB    |
| 24                 | Japon            |                         |
| 25                 | Roumanie         |                         |
| 26                 | Estonie          |                         |
| 27                 | Pays-Bas         |                         |
| 28                 | Croatie          | Relégué en Division IIB |
| 29                 | Corée du Sud     | Promu en Division IIA   |
| 30                 | Espagne          |                         |
| 31                 | Serbie           |                         |
| 32                 | Belgique         |                         |
| 33                 | Mexique          |                         |
| 34                 | Australie        | Relégué en Division III |
| 35                 | Turquie          | Promu en Division IIB   |
| 36                 | Chine            |                         |
| 37                 | Islande          |                         |
| 38                 | Nouvelle-Zélande |                         |
| 39                 | Israël           |                         |
| 40                 | Bulgarie         |                         |
| 41                 | Taipei chinois   |                         |
| 42                 | Afrique du Sud   |                         |